# Lupraea
Lupraea là một chi bọ cánh cứng trong họ Chrysomelidae.
Chi này được miêu tả khoa học năm 1885 bởi Jacoby.

## Các loài
Chi này gồm các loài:
- Lupraea bifenestrata Bechyne, 1986